# Засеки (остановочный пункт)
Засеки (пол. Zasieki) — остановочный пункт в деревне Засеки в гмине Броды, в Любушском воеводстве Польши. Имеет 2 платформы и 2 пути.
Остановочный пункт на железнодорожной линии Лодзь-Калиская — Форст, построен в 1951 году. По 2007 год здесь был расположен железнодорожный пограничный переход Засеки—Форст на польско-германской границе.